# Qualità oro
Qualità oro è un album dal vivo di Elio e le Storie Tese pubblicato nel 2006.

## Produzione
È la terza serie di CD Brulé prodotta per il tour invernale/primaverile del 2006;  il primo disco è stato registrato a Modena tra il 31 dicembre 2005 e il 1º gennaio 2006 da Franco Cufone o Alex Trecarichi, mixato da Rodolfo Bianchi e Giacomo Plotegher. Il 21 maggio 2006 a Pisa è stato registrato anche un video, pubblicato poi come DVD Brulé, con le riprese della prima parte del concerto.

## Formazione
- Elio - voce, flauto traverso,
- Rocco Tanica aka Luigi Calimero - tastiera, voce addizionale
- Cesareo Fitarsji, il Brian May ungherese - chitarra elettrica, campanaccio, voce addizionale
- Faso - basso, voce addizionale
- Christian Meyer - batteria
- Jantoman - tastiera, voce addizionale
- Mangoni - uomo immagine, artista a sé, voce addizionale

### Elenco tracce
1. John Holmes
2. Il vitello dai piedi di balsa
3. Il vitello dai piedi di balsa reprise
4. El Pube
5. Shpalman®
6. Fossi figo
7. Discomusic
8. Cara ti amo
9. Servi della gleba
10. Uomini col borsello
11. Supergiovane

### Date e luogo di registrazione
- Modena 31/12/2005
- Torino 26/03/2006
- Maresso di Missaglia 28/04/2006
- Tione 29/04/2006
- Capannori 01/05/2006
- Pisa 21/05/2006